# 7620 Вілларт
7620 Вілларт (7620 Willaert) — астероїд головного поясу, відкритий 24 вересня 1960 року.
Тіссеранів параметр щодо Юпітера — 3,509.
Названо на честь Адріана Вілларта (нід. Adriaan Willaert,1490 — 1562) — нідерландського композитора.